# Obercarthausen
Obercarthausen ist ein Weiler in Halver im Märkischen Kreis im Regierungsbezirk Arnsberg in Nordrhein-Westfalen (Deutschland).

## Lage und Beschreibung
Obercarthausen liegt auf 305 Meter über Normalnull nordöstlich des Halveraner Hauptortes im Tal des Schlechtenbachs und erstreckt sich von der Tallage am Bach entlang des Ascheysiepen den nördlichen Hang hinauf. Der Ort ist über Zufahrt erreichbar, die bei Carthausen im Hälvertal von der Landesstraße L868 abzweigt und auch Mittelcarthausen, Solberg, Clev und Schlechtenbach anbindet. Weitere Nachbarorte sind Wiene und Schöneberge. Südlich erhebt sich mit 370 Meter über Normalnull eine Anhöhe.
Erst ab der Mitte des 20. Jahrhunderts änderte sich die Schreibweise von Oberkarthausen zu Obercarthausen.

## Geschichte
Obercarthausen wurde erstmals 1462 urkundlich erwähnt, die Entstehungszeit der Siedlung wird aber auf dem Zeitraum zwischen 1050 und 1200 infolge der Rodungsphase nach der hochmittelalterlichen Territorialbildung vermutet. Obercarthausen war ein Abspliss von Carthausen. Das 1799 erstmals erwähnte Ashey, ein Abspliss von Obercarthausen, ist heute mit der Siedlungen zusammengewachsen.
1818 lebten 43 Einwohner im Ort. 1838 gehörte Obercarthausen unter dem Namen Obern-Karthausen der Gloerfelder Bauerschaft innerhalb der Bürgermeisterei Halver an. Der laut der Ortschafts- und Entfernungs-Tabelle des Regierungs-Bezirks Arnsberg als Hof kategorisierte Ort besaß zu dieser Zeit acht Wohnhäuser, vier Fabriken bzw. Mühlen und vier landwirtschaftliche Gebäude. Zu dieser Zeit lebten 50 Einwohner im Ort, allesamt evangelischen Glaubens.
Das Gemeindelexikon für die Provinz Westfalen von 1887 gibt eine Zahl von 66 Einwohnern an, die in zehn Wohnhäusern lebten.